# Escrita yaña imlâ

Palavra Qazan - قازان é escrito em Yaña imlâ à aparência de um Zilant

Yaña imlâ (pronúncia IPA-tt|jʌˈŋɑ imˈlʲæ|; Cirilíco: яңа имля; língua tártara significa nova ortografia) era uma variante modificada do alfabeto árabe que foi usada pela língua tártara e pelo Bashkir entre 1920 e 1928. A escrita se originou de uma reforma ortográfica da escrita İske imlâ, abolindo o excesso de letras árabes, adicionando letras para as vogais curtas e, ı, ö, o. Alguns diacríticos que se pareciam vírgulas eram usados para indicar harmonia vocálica. Acredita-se que o objetivo da criação do alfabeto Yaña imlâ tenha sido adaptar a escrita à real pronúncia tártara. Essa escrita tem algumas características de abjad
Houve projetos para simplificar essa escrita Yaña imlâ. Foi criado uma escrita dita Árabe separada foi inventada para uso em máquina de escrever. Essa escrita foi inclusiva incorporada à antiga bandeira da Tartária, embora não tenha sido realmente usada. Por volta de 1924, os primeiros projetos para escrever a língua tártara em alfabeto latino foram iniciados e em 1928 a escrita passou a ser uma forma latina modificada, o Jaŋalif.
|    | Zamanälif | Inicial | Medial | Final | Isolada | Jaŋalif  | Tártaro cirílico moderno | Notas                                     |
| 1  | a         | ﯪ       | ﺎ      | ﺎ     | ﯪ       | a        | а                        |                                           |
| 2  | ä         | ﻪﺋ      | ﻪ      | ﻪ     | ﻪﺋ      | ə        | ә                        |                                           |
| 3  | b         | ﺑ       | ﺒ      | ﺐ     | ﺏ       | ʙ        | б                        |                                           |
| 4  | t         | ﺗ       | ﺘ      | ﺖ     | ﺕ       | t        | т                        |                                           |
| 5  | p         | ﭘ       | ﭙ      | ﭗ     | ﭖ       | p        | п                        |                                           |
| 6  | c         | ﺟ       | ﺠ      | ﺞ     | ﺝ       | ç        | җ                        |                                           |
| 7  | ç         | ﭼ       | ﭽ      | ﭻ     | ﭺ       | c        | ч                        |                                           |
| 8  | x         | ﺣ       | ﺤ      | ﺢ     | ﺡ       | x        | х                        |                                           |
| 9  | d         | ﺩ       | ﺪ      | ﺪ     | ﺩ       | d        | д                        |                                           |
| 10 | r         | ﺭ       | ﺮ      | ﺮ     | ﺭ       | r        | р                        |                                           |
| 11 | z         | ﺯ       | ﺰ      | ﺰ     | ﺯ       | z        | з                        |                                           |
| 12 | j         | ﮊ       | ﮋ      | ﮋ     | ﮊ       | ƶ        | ж                        |                                           |
| 13 | s         | ﺳ       | ﺴ      | ﺲ     | ﺱ       | s        | с                        |                                           |
| 14 | ş         | ﺷ       | ﺸ      | ﺶ     | ﺵ       | ş        | ш                        |                                           |
| 15 | ğ         | ﻋ       | ﻌ      | ﻊ     | ﻉ       | ƣ        | г(ъ)                     | transcr. Cirílica alternativa: ғ          |
| 16 | f         | ﻓ       | ﻔ      | ﻒ     | ﻑ       | f        | ф                        |                                           |
| 17 | q         | ﻗ       | ﻘ      | ﻖ     | ﻕ       | q        | к(ъ)                     | transcr. Cirílica alternativa: қ          |
| 18 | k         | ﻛ       | ﻜ      | ﻚ     | ﮎ       | k        | к                        |                                           |
| 19 | g         | ﮔ       | ﮕ      | ﮓ     | ﮒ       | g        | г                        |                                           |
| 20 | ñ         | -       | ﯖ      | ﯔ     | ﯓ       | ꞑ        | ң                        | forma inicial não usada- razões fonéticas |
| 21 | l         | ﻟ       | ﻠ      | ﻞ     | ﻝ       | l        | л                        |                                           |
| 22 | m         | ﻣ       | ﻤ      | ﻢ     | ﻡ       | m        | м                        |                                           |
| 23 | n         | ﻧ       | ﻨ      | ﻦ     | ﻥ       | n        | н                        |                                           |
| 24 | w         | ﻭ       | ﻮ      | ﻮ     | ﻭ       | v        | в                        | transcr. Cirílica alternativa: ў          |
| 25 | i, í, y   | ﻴﺋ      | ﻴ      | ﻯ     | ﻴﺋ      | i, ьj, j | и, ый, й                 | ﻴﺋ, - for í, ﻴﺋ - p/ i,                   |
| 26 | u, ü      | ﯮ       | ﻮ      | ﻮ     | ﯮ       | u, y     | у, ү                     | ﯮ, - p/ u, ﯮ – p/ ü                       |
| 27 | o, ö      | ﯰ       | ﯘ      | ﯘ     | ﯰ       | o, ɵ     | о, ө                     | ﯰ, - p/ o, ﯰ – p/ ö                       |
| 28 | ı, e      | ﺋ       | ﺌ      | ئ     | ﺋ       | ь, e     | ы, е                     | ﺋ, - for ı, ﺋ - p/ e                      |
| 29 | h         | ﻫ       | ﻬ      | ﻪ     | ﻩ       | h        | һ                        |                                           |